# La Hiruela
La Hiruela é um município da Espanha na província e comunidade autónoma de Madrid, de área 17,18 km² com população de 74 habitantes (2007) e densidade populacional de 5,15 hab/km².

## Demografia
| Variação demográfica do município entre 1991 e 2004 | Variação demográfica do município entre 1991 e 2004 | Variação demográfica do município entre 1991 e 2004 | Variação demográfica do município entre 1991 e 2004 |
| --------------------------------------------------- | --------------------------------------------------- | --------------------------------------------------- | --------------------------------------------------- |
| 1991                                                | 1996                                                | 2001                                                | 2004                                                |
| 32                                                  | 56                                                  | 83                                                  | 90                                                  |